# Ежен Фрессіне
Еже́н Фрессіне́ (фр. Eugéne Frayssinet; 1879–1962) французький інженер, творець численних сучасних залізобетонних конструкцій, переважно мостів; 1928 впровадив у будівництво попередньо напружений бетон.